# Eristena melanotalis
Eristena melanotalis là một loài bướm đêm trong họ Crambidae.